# Phelsuma v-nigra
Phelsuma v-nigra là một loài thằn lằn trong họ Gekkonidae. Loài này được Boettger mô tả khoa học đầu tiên năm 1913.